# Хоментово (Свідвинський повіт)
Хоментово (пол. Chomętowo) — село в Польщі, у гміні Бжежно Свідвинського повіту Західнопоморського воєводства.
Населення — 88 осіб (2011).

## Демографія
Демографічна структура станом на 31 березня 2011 року:
|          | Загалом | Допрацездатний вік | Працездатний вік | Постпрацездатний вік |
| -------- | ------- | ------------------ | ---------------- | -------------------- |
| Чоловіки | 41      | 9                  | 29               | 3                    |
| Жінки    | 47      | 9                  | 29               | 9                    |
| Разом    | 88      | 18                 | 58               | 12                   |